# Казе Федерико-Коле Самбуко (Ријети)
Казе Федерико-Коле Самбуко је насеље у Италији у округу Ријети, региону Лацио.
Према процени из 2011. у насељу је живело 17 становника. Насеље се налази на надморској висини од 711 м.